# Судярве
Судярве (Судерве, Судерва; лит. Sudervė, пол. Suderwa) — село на території самоврядування Вільнюського району, на відстані 16 км на північний захід від Вільнюса й 8 км від магістралі Вільнюс-Паневежис. Розташовується між озерами Вілноя і Реше, біля річки Судярвеле (права притока Няріса). Шосе з'єднує Судярве з с. Авіженяй, Вільнюсом, Дукштосом. Центр староства займає площу 7911 га, до його складу входить 33 села, загальна кількість населення — понад 2400 жителів.

## Інфраструктура

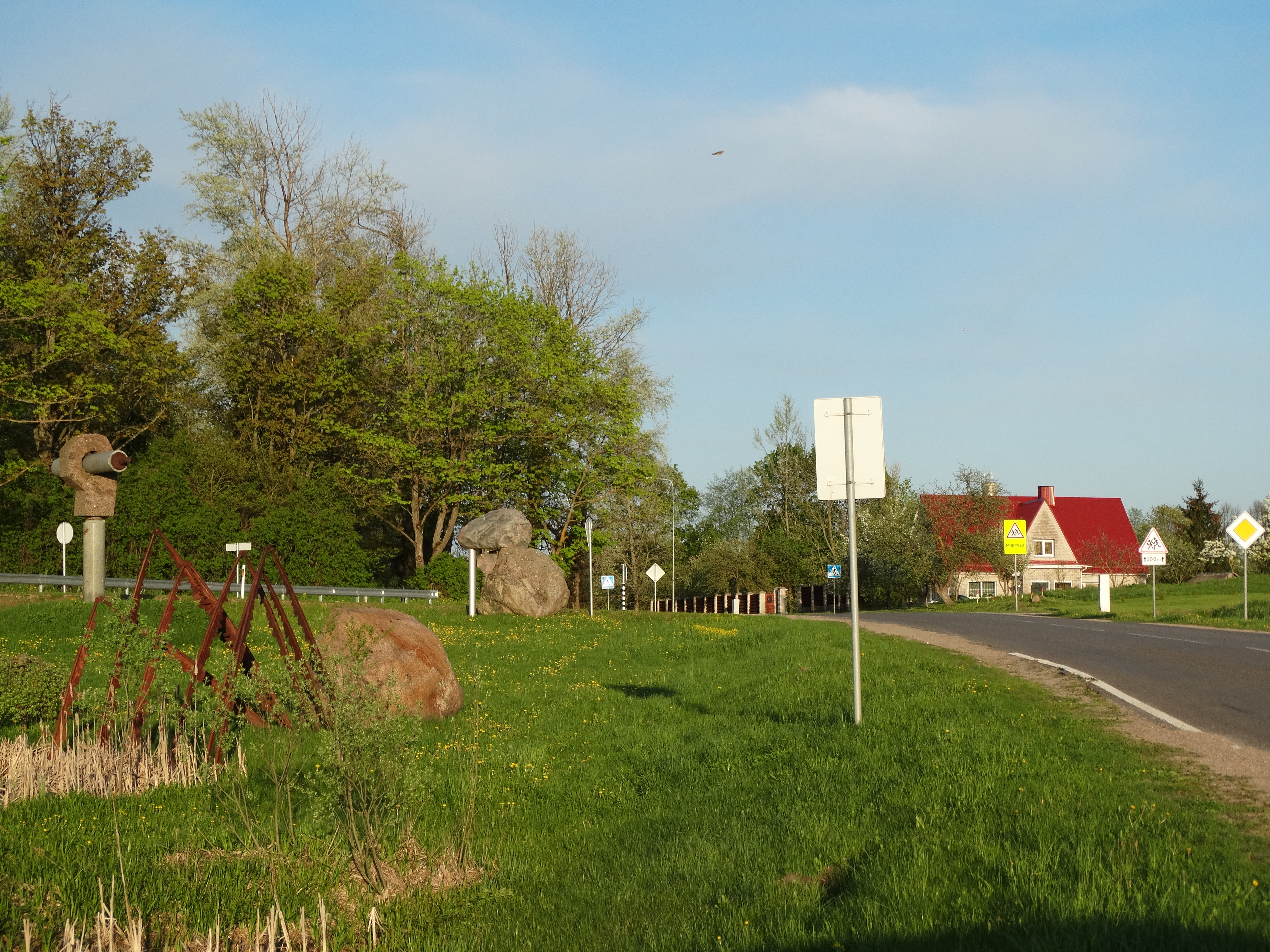
В'їзд до Судярве

У селі знаходиться костел Пресвятої Трійці, є пошта, середня школа імені Маріана Здзеховського (до 1947 року початкова, в 1947-1986 роках — семирічна, восьмирічна, дев'ятирічна; навчання проводиться польською мовою), центр культури, бібліотека (заснована 1950 року).
Збереглися фрагменти садиби — палацу, збудованого в стилі класицизму (перша половина XIX століття, на початку XX століття частково реконструйований) та інші споруди.
Поблизу озера Вілноя розташований однойменний парк скульптур.

## Костел Пресвятої Трійці

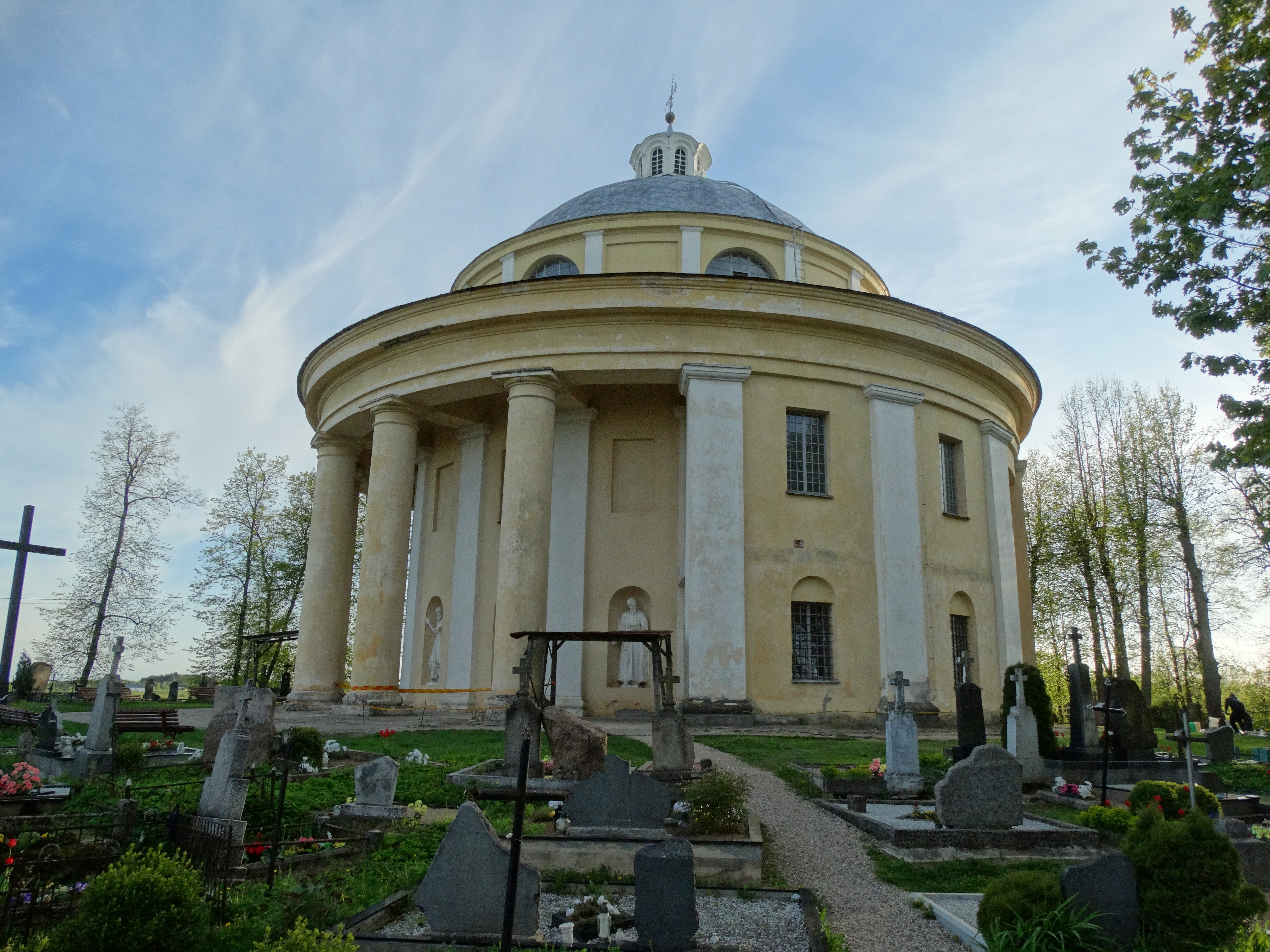
Костел Пресвятої Трійці

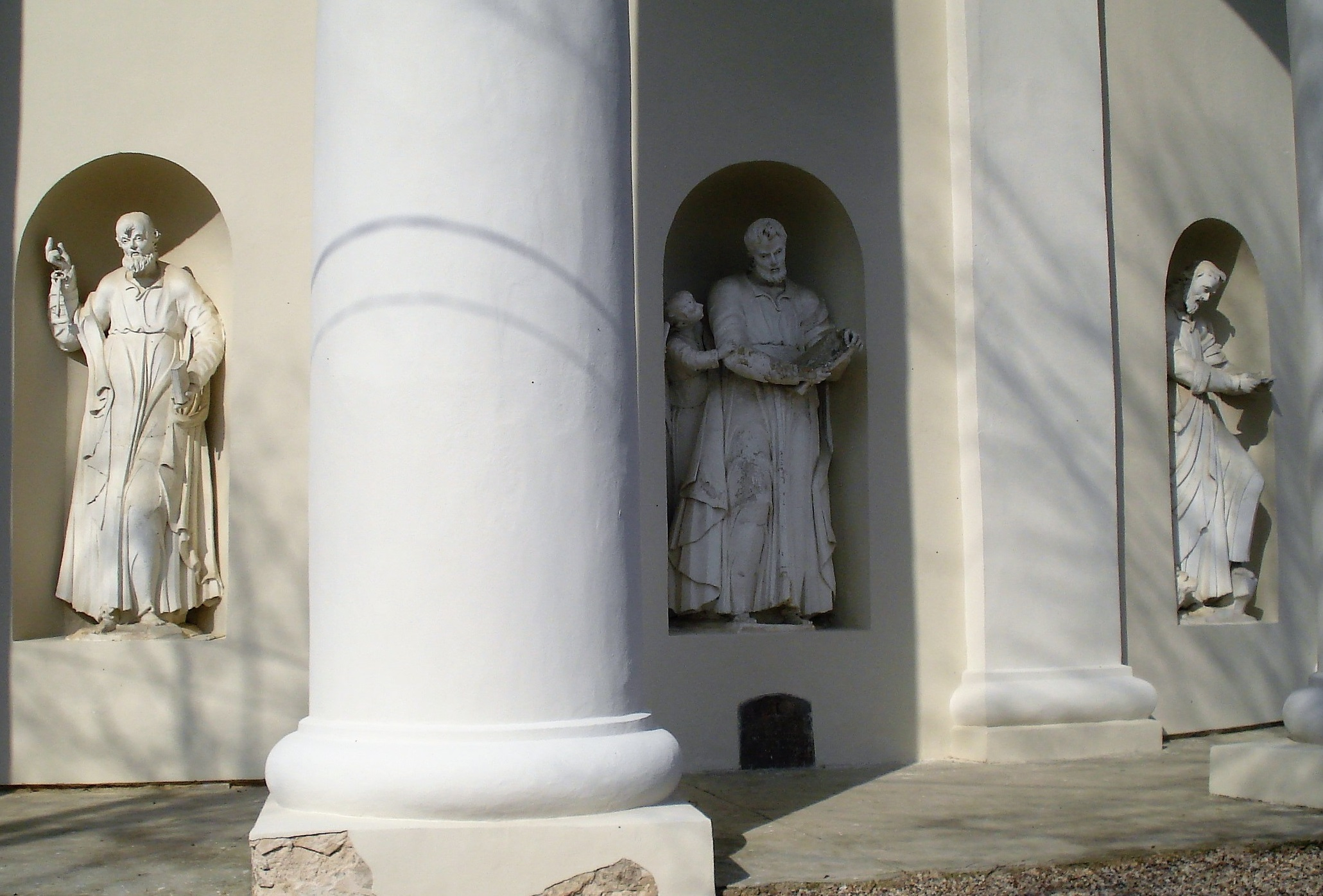
Статуї костелу Пресвятої Трійці

Архітектурний ансамбль костелу XIX століття — пам'ятка культурної спадщини національного значення; включений до Реєстру культурних цінностей Литовської Республіки (код 1031).
Костел і дзвінниця огороджені, розташовуються на пагорбі. Храм будувався у 1803-1822 роках, імовірно, за проектом архітектора — священника Вавжинця Борткевича (Лаурінас Боркявічюс; лит. Laurynas Bortkevičius), ремонтувався під керівництвом архітектора Томаша Тишецького в 1852 році. Будівля оновлювалася в 1876, 1883, 1903, 1927 роках. Будівля костелу має форму ротонди з куполом та колонадою з шести доричних (за версією деяких мистецтвознавців, тосканських) колон.
Фасад в стилі класицизму з арковими нішами, в яких встановлено шість дерев'яних скульптур (всі 1820 року створення; серед них — статуї чотирьох євангелістів і двох апостолів Петра і Павла; скульптор — Ігнатій Гульман, він же Ігнатій Пульман, лит. Ignotas Pulmanas). Інтер'єр прикрашений розписом стін і купола першої половини XIX століття і великою вівтарною картиною художника Наполеона Іллаковича. Є також 10 барокових скульптур янголят (датовані XVIII століттям), орган, картини XIX століття. Дзвіниця в стилістиці історизму споруджена 1929 року (архітектор — Ян Боровський). Територію костелу оточує огорожа з воротами (друга половина XIX століття).

## Історія

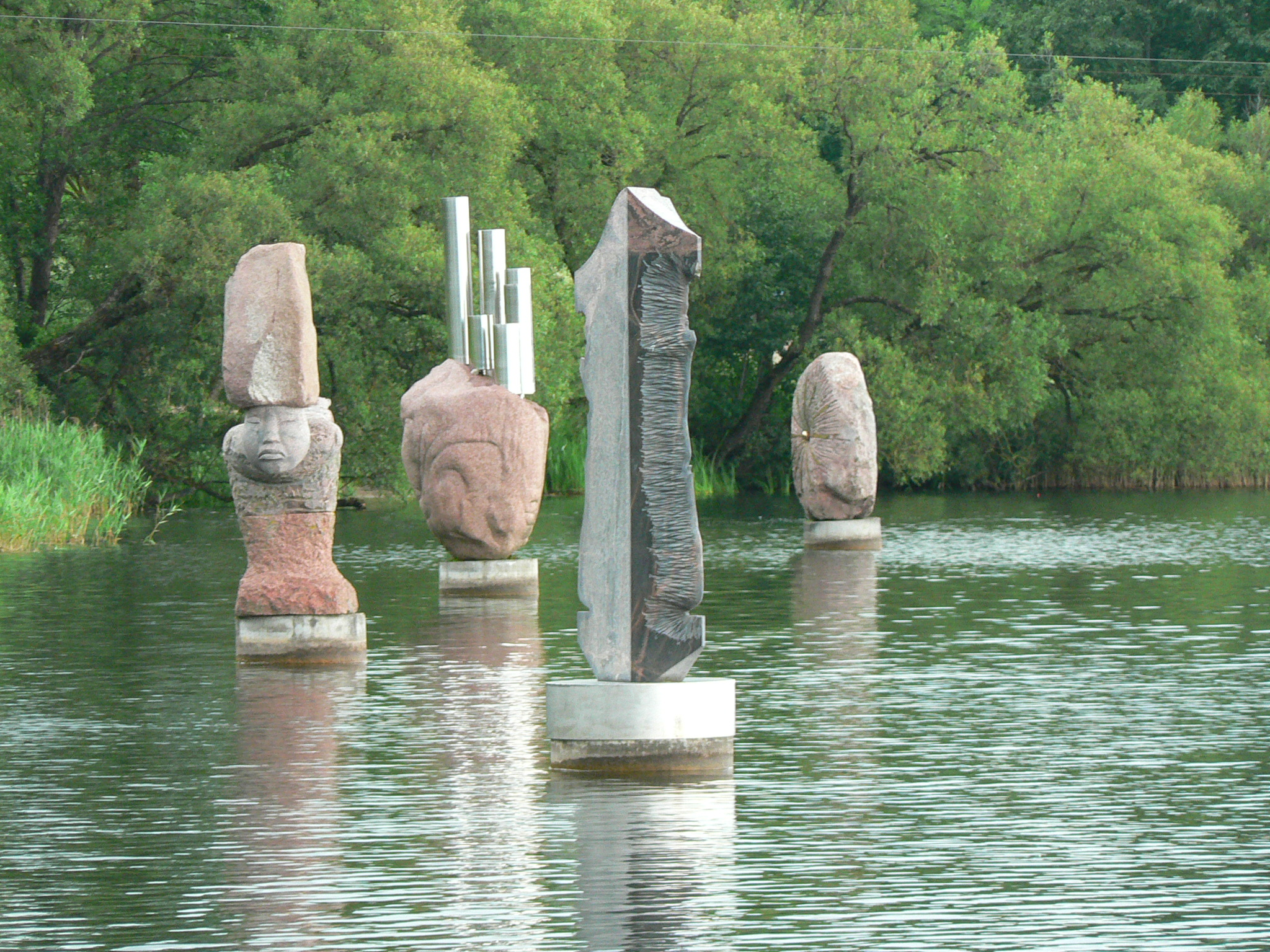
Парк скульптур у Судярве

Маєток Судерва згадується ще в 1493 році. 1594 Судерва була приписана до Віленського православного братства Святої Трійці. Братство в 1669 році продало село віленському єзуїтському новіціату. У другій половині XVIII століття Судерву придбав віленський єпископ Ігнатій Якуб Масальський і в 1782 році побудував там костел. 1783 року було засновано парафію. Пізніше маєтком володів єпископ Валенти Волчацький. У 1873 році в селі налічувалось 11 будинків.
У 1920-1939 роках Судярве входила до складу Віленського краю, який належав Польщі. Певний час садиба в Судярве належала професору Університету Стефана Баторія Маріану Здеховському.
За радянських часів Судярве була центром колгоспу.

## Населення
У 1873 році нараховувалося 69 жителів, у 1959 — 84, у 1970 — 147, у 1979 — 188, у 1989 — 397, у 2001 — 459 жителів. Станом на 2012 рік було зареєстровано 562 особи.